# Serisay Barthélémy
Serisay Barthélémy, né le 6 janvier 1984 au Blanc-Mesnil, est un footballeur français d'origine laotienne évoluant au poste de milieu de terrain avec l'équipe B du SC Bastia.

## Biographie
Après avoir été formé à l'AS Saint-Étienne, dont il était le capitaine de la réserve, le club forézien ne lui renouvelle pas sa confiance et son contrat à l'été 2005.
Sans club pendant 6 mois, il continue cependant à s'entraîner et se voit récompenser de ses efforts en janvier 2006, en rejoignant le SC Bastia (Ligue 2), alors en course pour la montée en Ligue 1. Grâce aux problèmes physiques de Fabrice Jau, Serisay aligne 13 matchs en fin de saison, affichant de sérieux progrès à chaque prestation et prétendant à une place de titulaire pour la saison suivante. 
Son contrat est logiquement prolongé d'un an et il réalise une bonne saison 2006-2007 où il devient un pilier de l'équipe coachée par Bernard Casoni. Lors du dernier match de championnat contre le FC Istres, Serisay inscrit un triplé, et il finit la saison avec 4 buts en 35 matchs joués. 

## Carrière de footballeur
- 2004-2005 : AS Saint-Étienne B (CFA) et (L1), 78 matchs et 3 buts (CFA), 0 match (L1)
- 2005-Jan. 2006 : sans club
- Jan. 2006-2006 : SC Bastia (L2), 13 matchs (532 minutes)
- 2006-2007 : SC Bastia (L2), 35 matchs et 4 buts
- 2007-2008 : SC Bastia (L2), 22 matchs et 2 buts
- 2008-2009 : SC Bastia (L2), 26 matchs et 3 buts
- 2009-2010 : SC Bastia (L2), 1 match
- 2010-2011 : SC Bastia (N), 15 matchs et 5 buts[1]

## Palmarès de footballeur
- SC Bastia

Champion de France de National en 2011